# Montgomery (Alabama)
Montgomery is de hoofdstad van de Amerikaanse staat Alabama aan de rivier de Alabama, die vanaf hier bevaarbaar wordt. In 2020 telde de stad 200.603 inwoners.
Er is een landbouwmarkt voor katoen, zuivelproducten en veehandel. De investeringsbank Lehman Brothers werd in deze plaats als kruidenierszaak opgericht en groeide uit tot een wereldwijd imperium.
De stad is sinds 1846 de hoofdstad van Alabama. Zij werd in 1861 de eerste hoofdstad van de Geconfedereerde Staten van Amerika. In 1955 werd Montgomery wereldnieuws door de acties van Rosa Parks en in 1965 opnieuw door de Vrijheidsmars van zwarten van Selma naar Montgomery onder leiding van dr. Martin Luther King.

## Demografie
Van de bevolking is 11,8% ouder dan 65 jaar en bestaat voor 30,1% uit eenpersoonshuishoudens. De werkloosheid bedraagt 3,8% (cijfers volkstelling 2000).
Ongeveer 1,2% van de bevolking van Montgomery bestaat uit hispanics en latino's, 49,6% is van Afrikaanse oorsprong en 1,1% van Aziatische oorsprong.
Het aantal inwoners steeg van 190.831 in 1990 naar 201.568 in 2000 en daalde naar 200.603 in 2020.
In oktober 2019 kreeg de stad voor het eerst een zwarte burgemeester, Steven Reed. Zijn verkiezing werd als een historische overwinning beschouwd en een hoopvolle ontwikkeling voor de stad die geteisterd wordt door armoede en geweld.

## Klimaat
In januari is de gemiddelde temperatuur 7,8°C, in juli is dat 27,4°C. Jaarlijks valt er gemiddeld 1357,1 mm neerslag (gegevens op basis van de meetperiode 1961-1990).

## Bekende inwoners van Montgomery

### Geboren
- Anarcha (voor 1828-na 1864), tot slaaf gemaakte en gedwongen medisch proefpersoon
- Johnnie Carr (1911-2008), burgerrechtenactiviste
- Nat King Cole (1919-1965), jazz-zanger, pianist en songwriter
- Bart Starr (1934-2019), Americanfootballspeler
- Clarence Carter (1936), soulzanger en muzikant
- Eddie Floyd (1937), soul/R&B-zanger, producer en songwriter
- Melvin Franklin (1942-1995), zanger van The Temptations
- Michael O'Neill (1951), acteur
- Kathryn Thornton (1952), astronaute
- Jett Williams (1953), countryzangeres en songwriter
- Yolanda King (1955-2007), activiste en actrice
- Alonzo Babers (1961), sprinter
- Octavia Spencer (1970), actrice
- Johnny Simmons (1986), acteur
- JaMychal Green (1990), basketballer

### Woonachtig (geweest)
- Rosa Parks (1913-2005), burgerrechtenactiviste